# Libocedrus plumosa
Libocedrus plumosa oder Kawaka ist ein immergrüner Nadelbaum aus der Gattung der Schuppenzedern (Libocedrus). Das Verbreitungsgebiet der Art liegt auf der Nord- und Südinsel von Neuseeland. Dort wächst sie im Tiefland in immergrünen Regenwäldern mit hohen Jahresniederschlägen, warmen Sommern und milden Wintern. Das dunkle, rötliche Holz ist für Täfelungen und Furniere beliebt, doch hat die Art durch ihre Seltenheit und den Schutz nur geringe wirtschaftliche Bedeutung. Sie wird auch nur selten als Zierpflanze verwendet. 

## Beschreibung

### Habitus

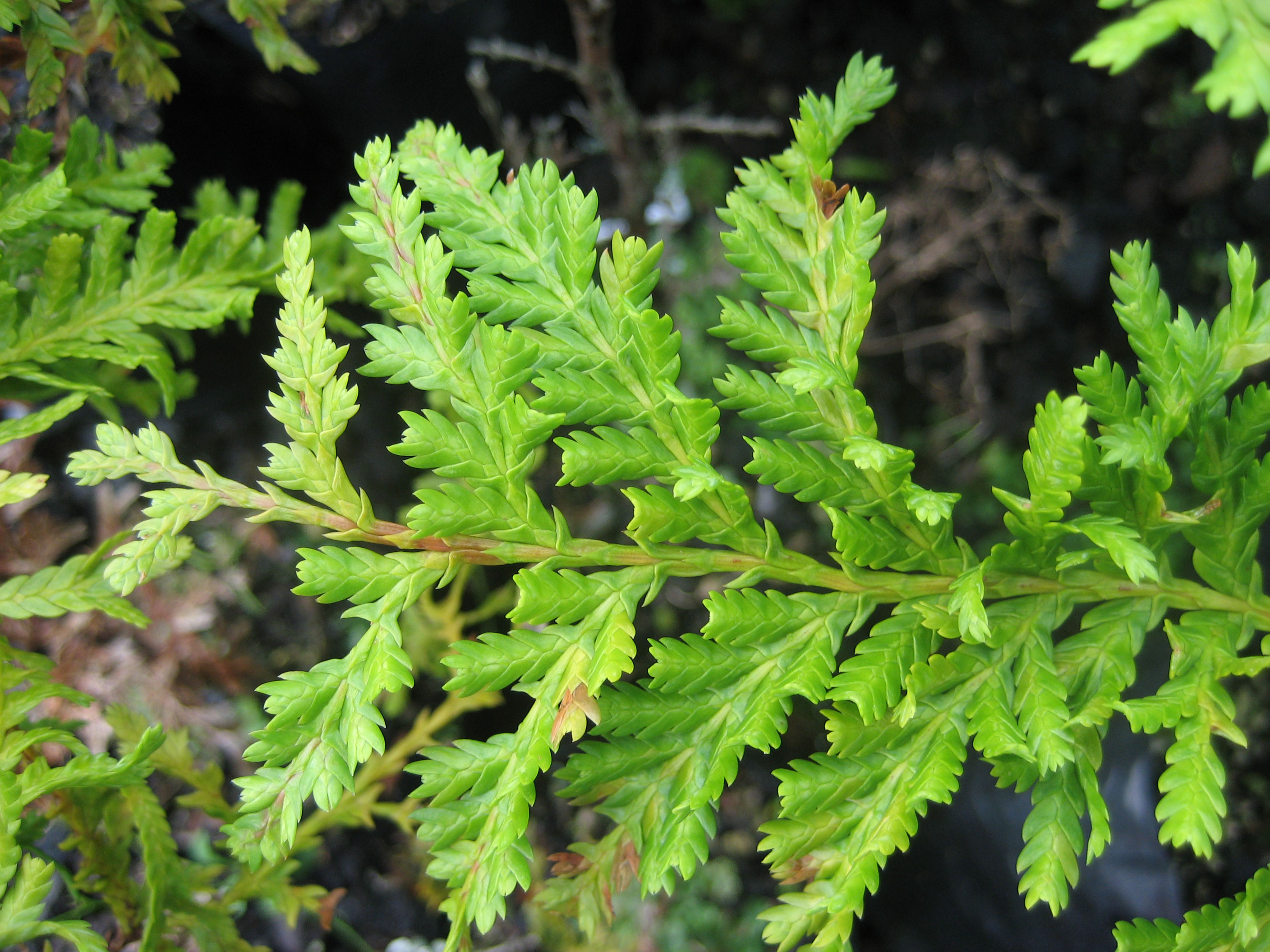
Zweig mit Laubblättern

Libocedrus plumosa bildet bis zu 30, manchmal auch 35 Meter hohe Bäume mit Brusthöhendurchmessern von 2 bis 3 Metern. Die Borke ist dünn, schuppig, hellbraun bis graubraun und blättert in schmalen, etwa 10 Zentimeter breiten und länglichen Streifen ab. Die Äste sind lang, aufsteigend oder ausgebreitet. Es werden zahlreiche belaubte Zweige gebildet, die in dichten, übereinanderliegenden Büschel angeordnet sind. Sie bilden bei jungen Bäumen eine pyramidenförmige Krone, bei Bäumen in Wäldern eine unregelmäßige oder konische Krone. Die belaubten, keine Zapfen bildenden Zweige bilden abgeflachte Büschel. Die äußersten Zweige sind beinahe gegenständig bis wechselständig, 15 bis 35 Millimeter lang und 2 bis 6 Millimeter breit, vollkommen mit Blättern bedeckt und bleibend.

### Blätter
Die Blätter wachsen kreuzgegenständig und sind an den äußersten Zweigen kurz herablaufend, überlappend und zweigestaltig. Die Flächenblätter sind klein, rhombisch, 1 bis 2 Millimeter lang und etwa 1 Millimeter breit, bespitzt bis spitz und angedrückt. Sie werden an der Basis durch die größeren, 2 bis 5 selten bis 6 Millimeter langen und 1,5 bis 2 Millimeter breiten, abstehenden und an beiden Seiten abgeflachten und leicht gebogenen, ganzrandigen Kantenblätter bedeckt. Die Blätter älterer Bäume sind kleiner und beinahe gleichgestaltig. Die Blätter bilden beidseitig Spaltöffnungen. Flächenblättern bilden diese nahe der Basis, bei den Kantenblättern sind sie an der Oberseite in einer kleinen Rinne, auf der Unterseite als deutliches, unregelmäßiges Band angeordnet.

### Zapfen und Samen
Die Pollenzapfen stehen einzeln an Zweigenden. Sie sind rundlich bis eiförmig und 3 bis 5 Millimeter lang. Die 8 bis 12 Mikrosporophylle wachsen kreuzgegenständig. Sie sind schildförmig, ganzrandig und haben vier gelbe, adaxiale Pollensäcke. Die Samenzapfen stehen an Enden von Zweigen mit nur schwach zweigestaltigen Blättern. Sie verholzen innerhalb einer Wachstumsperiode und sind dann 12 bis 18 Millimeter lang. Das obere Paar von Deckschuppen ist 10 bis 15 Millimeter lang, außen etwas zurückgebogen, mit stumpfem oder spitzem Ende. Das untere Paar ist mit 5 bis 9 Millimetern kürzer und hat spitze Schuppenenden. Je Zapfen werden zwei bis vier eiförmige, abgeflachte, spitze, 3 bis 5 Millimeter lange, braune Samen mit weißem Hilum und zwei gegenständigen, dünnhäutigen Flügeln gebildet. Der kleinere Flügel bildet einen weniger als 1 Millimeter breiten Streifen, der größere ist gelblich braun, unregelmäßig oval-länglich, 6 bis 8 Millimeter lang und 3 bis 4,5 Millimeter breit.

### Chromosomenzahl
Die Chromosomenzahl beträgt 2n = 22.

## Verbreitung und Standortansprüche
Das natürliche Verbreitungsgebiet von Libocedrus plumosa liegt auf der Nordinsel von Neuseeland, auf der Südinsel ist sie auf den Nelson-Distrikt beschränkt. Sie wächst von Seehöhe bis in Höhenlagen von 600 Metern. Im Tiefland bildet sie in immergrünen, gemischten Regenwäldern zusammen mit anderen Koniferen, wie der Neuseeländischen Warzeneibe (Dacrycarpus dacrydioides), der Rimu-Harzeibe (Dacrydium cupressinum), Halocarpus kirkii, Manoao colensoi, Phyllocladus trichomanoides, Podocarpus cunninghamii, Podocarpus totara, Prumnopitys ferruginea, Prumnopitys taxifolia und im Norden der Nordinsel mit dem Neuseeländischen Kauri-Baum (Agathis australis) die Kronenschicht. Daneben wachsen Bedecktsamer wie Beilschmiedia tarairi, Dysoxylum spectabile und die Südseemyrte (Leptospermum scoparium). Die klimatischen Bedingungen sind durch reichlichen Regenfall, warme Sommer und milde Winter gekennzeichnet.

## Gefährdung
In der Roten Liste der IUCN wird Libocedrus plumosa als gering gefährdet („Lower Risk/near threatened“) geführt. Es wird jedoch darauf hingewiesen, dass eine neuerliche Überprüfung der Gefährdung nötig ist. Die Tieflandwälder wurden stark zurückgedrängt, seit Europäer auf Neuseeland siedeln, wobei es keine Daten gibt, wie sehr sich das auf die Bestände ausgewirkt hat. Der Regenerationszyklus erstreckt sich über mehrere Hundert Jahre und das nachhaltige Überleben hängt an großen Flächen ungestörter alter Bäume. Solche Bestände sind trotz der Errichtung von Schutzgebieten durch selektive Schlägerungen gefährdet, die weiterhin möglich sind.

## Systematik und Forschungsgeschichte
Libocedrus plumosa ist eine Art der Gattung der Schuppenzedern (Libocedrus) in der Familie der Zypressengewächse (Cupressaceae). Sie wurde 1832 von David Don als Dacrydium plumosum (Basionym) erstbeschrieben, und damit der Gattung der Harzeiben (Dacrydium) zugeordnet. Charles Sprague Sargent stellte die Art 1896 zu den Schuppenzedern. Der Gattungsname Libocedrus leitet sich vom Griechischen libos für „Träne“ oder „Tropfen“ ab, verweist damit auf austretende Harztropfen, und von cedrus dem Gattungsnamen der Zedern. Das Artepitheton plumosa leitet sich vom lateinischen pluma für „Flaumfeder“ ab und verweist damit auf die Form der Belaubung.
Weitere Synonyme sind Libocedrus doniana (Hook.) Endl. und Thuja doniana Hook.

## Verwendung
Das dunkle, rötliche Holz der Art ist fein gemasert und schön gemustert und wird daher gerne für Furniere und Täfelungen verwendet. Durch die Seltenheit und die Schutzmaßnahmen hat sie jedoch nur eine geringe wirtschaftliche Bedeutung. Sie wird nur selten kultiviert, da sie kälteempfindlicher als Libocedrus bidwillii ist, kann jedoch im südlichen Europa und in Kalifornien angepflanzt werden, wenn die Wasserversorgung gewährleistet ist.